# Life in a Day
Life in a Day är den brittiska musikgruppen Simple Minds debutalbum, utgivet 1979.

## Låtlista
1. "Someone" - 3:42
2. "Life in a Day" - 4:05
3. "Sad Affair" - 2:45
4. "All for You" - 2:51
5. "Pleasantly Disturbed" - 7:59
6. "No Cure" - 3:34
7. "Chelsea Girl" - 4:34
8. "Wasteland" - 3:45
9. "Destiny" - 3:38
10. "Murder Story" - 6:19